# Tomtnäs, Ockelbo kommun
Tomtnäs är en by som ligger cirka 8 kilometer nordväst om Ockelbo med ett tjugotal bostäder. Byn gränsar till Mo, Norrbo och Svartsbo. 
Ortnamnet sägs ha sin grund i att den första tomten i trakten låg på ett näs som sköt ut i Norrbosjön. 
På somrarna brukar kvarndammen i Mo vara en populär badplats. 
Tomtnäs stora skola blev klar den 4 december 1904. Tomtnäs lilla skola byggdes 1913.